# بخش مدیسون (شهرستان کلمبیانا، اوهایو)
بخش مدیسون (به انگلیسی: Madison Township) یک منطقهٔ مسکونی در ایالات متحده آمریکا است که در شهرستان کلمبیانا، اوهایو واقع شده‌است.
 بخش مدیسون ۹۲٫۴ کیلومتر مربع مساحت و ۳٬۱۹۶ نفر جمعیت دارد و ۳۵۵ متر بالاتر از سطح دریا واقع شده‌است.